# Creo Parametric
Creo Parametric, раніше відомий разом із Creo Elements/Pro як Pro/Engineer і Wildfire, є програмою для твердотільного моделювання або CAD, CAM, CAE та асоціативного 3D-моделювання, яка працює на операційній системі Microsoft Windows .
Creo Parametric не слід плутати з Creo Elements/Direct Modeling, який був CoCreate ME10 (2D) та/або ME30 (3D) CAD Products. Минулі продукти CAD CoCreate тепер належать PTC і пропонуються як «Creo Elements/Direct Drafting» і Creo Elements/Direct Modling».
Creo Parametric — це набір із 10 програм, які забезпечують спільне моделювання твердотільних елементів, моделювання збірок, 2D ортографічні види, аналіз скінченними елементами, параметричне моделювання, моделювання поверхонь на підрозділи та NURBS, креслення, а також функціонал NC та інструментів для конструкторів машин .
Creo Elements/Pro конкурує безпосередньо з CATIA, SolidWorks, NX/Solid Edge, Inventor/Fusion 360, IRONCAD і Onshape. Він був створений Parametric Technology Corporation (PTC) і став першим у своєму роді на ринку. 
Програмне забезпечення використовує певну схему іменування файлів, не допускаючи використання певних символів (включно з пробілами). 

## Огляд
Creo Elements (раніше Pro/Engineer), параметричне інтегроване 3D CAD/CAM/CAE рішення PTC, використовується виробниками в машинобудуванні для проєктування та розроблення.
Pro/Engineer була першою в галузі системою 3D CAD- моделювання на основі правил (іноді її називають «параметричною» або «варіаційною»). Параметричний підхід до моделювання використовує параметри, розміри, функції та зв’язки для фіксації очікуваної поведінки моделі. Цей підхід до проектування може базуватися на сімействі або на платформі, де стратегія полягає у використанні інженерних обмежень і зв’язків для швидкої оптимізації дизайну, або де кінцева геометрія може бути складною або ґрунтуватися на рівняннях. Creo Elements надає повний набір можливостей проектування, аналізу та розроблення на одній цілісній масштабованій платформі. Ці необхідні можливості включають твердотільне моделювання, нанесення поверхонь, візуалізацію, сумісність даних, проектування маршрутизованих систем, моделювання, аналіз допусків, а також проектування NC (ЧПК) та інструментів.
Creo Elements можна використовувати для створення повної 3D цифрової моделі промислових товарів. Моделі складаються з даних 2D і 3D твердотільних моделей, які також можна використовувати в подальшому аналізі кінцевих елементів, швидкому прототипуванні, проєктуванні інструментів і виробництві з ЧПК. Усі дані є асоціативними та взаємозамінними між модулями CAD, CAE та CAM без конвертації. Продукт і всю його специфікацію (BOM) можна точно змоделювати за допомогою повністю асоціативних інженерних креслень і інформації про перевірку. Функція асоціативності в Creo Elements дозволяє користувачам вносити зміни в дизайн у будь-який час у процесі розробки продукту та автоматично оновлювати кінцеві продукти. Ця можливість дає змогу паралельно розробляти – інженерами з проектування, аналізувати та розробляти працюючи паралельно – і оптимізуючи процеси розробки продукту.

## Короткий опис можливостей
Creo Elements — це програмний додаток категорії CAID/CAD/CAM/CAE.
Creo Elements — це параметрична архітектура моделювання на основі функцій, об’єднана в єдину філософію бази даних із можливостями проектування на основі правил. Він забезпечує поглиблений контроль складної геометрії. Можливості продукту можна розділити на три основні категорії: проектування, аналіз і розробка. Потім ці дані документуються в стандартному конструкторському кресленні 2D або стандартному кресленні 3D ASME Y14.41-2003.

### Дизайн продукту
Creo Elements пропонує низку інструментів для створення повного цифрового представлення продукту, що проєктується. На додаток до інструментів загальної геометрії існує також можливість генерувати геометрію інших інтегрованих дисциплін проектування, таких як промислові та стандартні труби та повні визначення електропроводки. Також доступні інструменти для підтримки спільної розробки.
Кілька інструментів концептуального дизайну, які надають початкові концепції промислового дизайну, можуть бути використані в подальшому процесі розробки продукту. Вони варіюються від концептуальних ескізів промислового дизайну, зворотного проектування з даними хмари точок і комплексної поверхні довільної форми.

### Аналіз
Creo Elements має численні інструменти для аналізу, які охоплюють термічний, статичний, динамічний і аналіз витривалості кінцевих елементів, а також інші інструменти, призначені для допомоги в розробці продукту. Ці інструменти включають людський фактор, виробничі допуски, потік форми та оптимізацію конструкції. Оптимізацію конструкції можна використовувати на рівні геометрії для отримання оптимальних розмірів конструкції та в поєднанні з аналізом кінцевих елементів.

### Моделювання поверхні
Creo також має хороші можливості моделювання поверхонь. Використовуючи такі команди, як Boundary blend і Sweep, ми можемо створювати моделі з поверхонь. Розширені параметри, такі як Style (Interactive Surface Design Extension - ISDX) і Freestyle  надають дизайнерам більше можливостей для легкого створення складних моделей.
Виробництво
Використовуючи фундаментальні можливості програмного забезпечення щодо принципу єдиного джерела даних, воно надає багатий набір інструментів у виробничому середовищі у вигляді проєктування інструментів та імітації оброблення та виведення з ЧПК.
Варіанти інструментів охоплюють спеціальні інструменти для формування, лиття під тиском і прогресивного дизайну інструментів.

## Історія випусків
Версія UNIX була припинена після 4.0, за винятком x86-64 UNIX на Solaris. Назву було змінено на Creo 1.0 після Pro/Engineer Wildfire 5.0 (ребрендинг PTC Creo Elements/Pro), який відбувся 28 жовтня 2010 року, що збіглося з оголошенням PTC про Creo, новий пакет прикладних програм для проектування.
Протягом перших 10 років PTC зазвичай випускав 2 версії на рік, за деякими винятками. Перший випуск (Rev 1) був у 1988 році.
| Версія                                        | Рік  |
| --------------------------------------------- | ---- |
| Release 1                                     | 1988 |
| Release 2                                     | ...  |
| Release 7                                     | 1991 |
| Release 8                                     | ...  |
| Release 9                                     |      |
| Release 10                                    |      |
| Release 11                                    |      |
| Release 12                                    | 1994 |
| Release 13                                    | 1995 |
| Release 14                                    | 1996 |
| Release 15                                    |      |
| Release 16                                    |      |
| Release 17                                    |      |
| Release 18                                    |      |
| Release 19                                    |      |
| Release 20                                    |      |
| Pro/Engineer 2000i                            | 2000 |
| Pro/Engineer 2000i2                           | 2001 |
| Pro/Engineer 2001                             | 2001 |
| Pro/Engineer Wildfire 1.0                     | 2002 |
| Pro/Engineer Wildfire 2.0                     | 2004 |
| Pro/Engineer Wildfire 3.0                     | 2006 |
| Pro/Engineer Wildfire 4.0                     | 2008 |
| Creo Elements/Pro (Pro/Engineer Wildfire 5.0) | 2009 |
| Creo R1.0                                     | 2011 |
| Creo R2.0                                     | 2012 |
| Creo R3.0                                     | 2014 |
| Creo R4.0                                     | 2015 |
| Creo R5.0                                     | 2018 |
| Creo R6.0                                     | 2019 |
| Creo R7.0                                     | 2020 |
| Creo R8.0                                     | 2021 |
| Creo R9.0                                     | 2022 |
| Creo R10.0                                    | 2023 |

## Зовнішні посилання
- Офіційний сайт